# Kleine (Familienname)
Kleine ist ein Familienname. Zu Herkunft und Bedeutung siehe Klein.

## Namensträger
- Alfred Kleine (* 1930), deutscher Generalleutnant des MfS
- Ana-Carolina Kleine (* 1994), deutsche Schauspielerin
- Andreas Kleine, deutscher Wirtschaftswissenschaftler
- Arthur Kleine (* 1906), deutscher Turner
- August Kleine (1890–1960), kommunistischer Politiker
- Bernd Kleine-Gunk (* 1959), deutscher Gynäkologe
- Britta Özen-Kleine (* 1973), deutsche Klassische Archäologin
- Carl Ludwig Kleine (1866–1938), deutscher Verwaltungsjurist und Parlamentarier
- Christian Kleine (* 1974), deutscher Electronica-Musiker und DJ
- Christoph Kleine (* 1962), deutscher Religionswissenschaftler und Japanologe
- Colin Kleine-Bekel (* 2003), deutscher Fußballspieler
- Dorothea Kleine (1928–2010), deutsche Schriftstellerin
- Eduard Kleine (1837–1914), deutscher Industrieller
- Florian Kleine (* 1975), deutscher Schauspieler
- Friedrich Karl Kleine (1869–1951), deutscher Mikrobiologe und Pharmakologe
- Georg Kleine (1881–1944), deutscher Konteradmiral
- Gisela Kleine (* 1926), deutsche Germanistin, Kunsthistorikerin und Hesse-Biografin
- Hans-Joachim Kleine (Hanne; 1932–2011), deutscher Boxer und St. Pauli – Kiezkneipenwirt
- Heinz-Egon Kleine-Natrop (1917–1985), deutscher Dermatologe
- Helene Heymann (Richterin), Richterin am Obersten Gericht der DDR
- Helene Kleine (Rektorin), Rektorin der Fachhochschule Potsdam
- Herbert Kleine (1887–1978), Landrat in Rosenberg (Westpreußen)
- Hermann Kleine (1903–1970), deutscher Politiker (CDU); von 1946 bis 1948 Oberbürgermeister von Herne
- Hugo Otto Kleine (1898–1971), Dichterarzt
- Joe Kleine (* 1962), US-amerikanischer Basketballspieler
- Julia Kleine (* 1984), deutsche Fernseh- und Radiomoderatorin, Reporterin und Synchronsprecherin
- Jürgen Kleine (1938–1985), deutscher Klassischer Archäologe
- Jürgen Kleine-Frauns (* 1967), deutscher Jurist und Kommunalpolitiker, Bürgermeister der Stadt Lünen
- Karl Kleine (1869–1938), deutscher Zigarrenhändler und Politiker (SPD)
- Klaus Kleine-Weischede (1934–2003), deutscher Manager
- Magnus Kleine-Tebbe (* 1966), deutscher Bildhauer und Lehrbeauftragter
- Manfred Kleine-Hartlage (* 1966), deutscher Sozialwissenschaftler, Blogger und Publizist
- Marcel Kleine (1884–1956), deutscher Bildhauer
- Maria Kleine-Gartman (1818–1885), niederländische Schauspielerin
- Martin Friedrich Kleine (1782–1854), Bürgermeister von Minden 1827 bis 1850
- Megan Kleine (* 1974), US-amerikanische Schwimmerin
- Michael Kleine-Cosack (* 1942), deutscher Jurist
- Moritz Kleine-Brockhoff (* 1968), deutscher Basketballspieler und Journalist
- Otto Kleine (1898–1968), deutscher Widerstandskämpfer gegen den Nationalsozialismus
- Peter Kleine (* 1972), deutscher Jurist und Kommunalpolitiker
- Piet Kleine (* 1951), niederländischer Eisschnellläufer
- Regina Kleine-Kuhlmann (* 1959), deutsche Ruderin
- Richard Kleine (1874–1948), deutscher Entomologe
- Robert Kleine (Geistlicher) (* 1967), deutscher römisch-katholischer Priester, Stadt- und Domdechant in Köln
- Robert Kleine (Politiker) (* 1941), US-amerikanischer Politiker
- Rolf Kleine (* 1961), deutscher Journalist und Buchautor
- Rudolf Kleine (Pilot) (1886–1917), deutscher Militärpilot
- Rudolf Kleine (Politiker) (1918–2001), deutscher Politiker (SPD) und Verbandsvorsitzender
- Rudolf Kleine (Architekt) (1934–2017), deutscher Architekt und Hochschullehrer
- Susanne Kleine (* 1960), deutsche Kunsthistorikerin und Kuratorin
- Theo Kleine (1924–2014), deutscher Kanute
- Theodor Kleine (Heimatforscher) (Theo Kleine; 1922–2005), deutscher Heimatforscher
- Thomas Kleine (* 1977), deutscher Fußballspieler
- Thomas Kleine-Brockhoff (* 1960), deutscher Journalist und Experte für Außenpolitik
- Werner Kleine (Komponist) (1907–1980), deutscher Autor, Komponist und Liedtexter
- Werner Kleine (Ruderer) (1907–2005), deutscher Ruderer
- Werner Kleine (Jurist), 1968 bis 1970 Staatssekretär im Niedersächsischen Justizministerium
- Winfried Kleine (* 1937), deutscher Fußballspieler